# Högholmen (vid Sarvsalö, Lovisa)
För andra betydelser, se Högholmen (olika betydelser).
Högholmen är en ö i Finland. Den ligger i Finska viken och i kommunen Lovisa i landskapet Nyland, i den södra delen av landet. Ön ligger omkring 60 kilometer öster om Helsingfors.
Öns area är 1,4 hektar och dess största längd är 140 meter i öst-västlig riktning. Närmaste större samhälle är Pernå, 16,7 km norr om Högholmen.